# Libertatea (1944)
Libertatea a fost un ziar apărut la București, la 24 august 1944, ca organ de presă al Partidului Social-Democrat din România, avându-l ca director pe Constantin Titel Petrescu. 
În perioada 25 septembrie 1944 - 4 mai 1949 au apărut 1417 numere, cu subtitlul „Ziar de informație și luptă socialistă”.
Începând cu 5 mai 1949, publicația apare sub denumirea de „Viața Capitalei”, ca organ al Comitetului Organizației PMR București și al Comitetului Provizoriu București.